# Touba (Senegal)

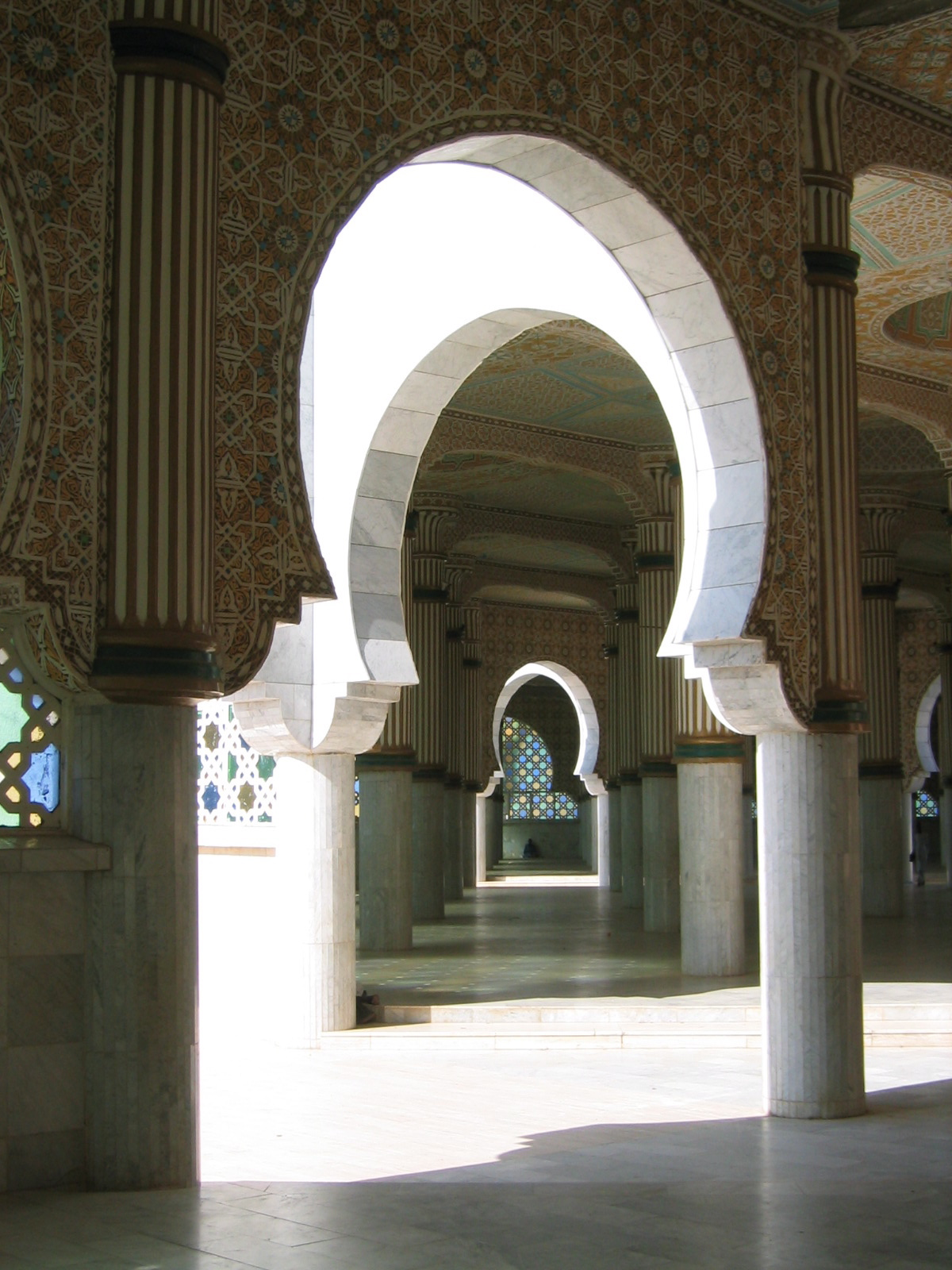
Interior de la Gran Mezquita de Touba.

Touba (del hassanía: Ṭūbā ‘«felicidad»’) (del wólof: Tuubaa) es una ciudad ubicada en el Senegal. Tiene una población de 825 701 habitantes y con una área metropolitana de más de un millón de habitantes.

Se trata de la ciudad sagrada del Muridismo y lugar de entierro de su fundador, Shaikh Aamadu Bàmba Mbàkke. Cerca de su tumba se encuentra la Gran Mezquita fechada en 1963.